# Come cani arrabbiati
Come cani arrabbiati è un film poliziottesco del 1976 di Mario Imperoli.
Il film si svolge interamente a Roma e presenta alcuni riferimenti al massacro del Circeo, un fatto di cronaca nera avvenuto circa un anno prima.

## Trama
Tony è un giovane d'una famiglia borghese romana che però, sotto l'apparenza di bravo ragazzo, cela un'anima nera: si diverte infatti a perseguitare e uccidere prostitute con la complicità di due amici. Il suo comportamento insospettisce un commissario di Polizia, che inizia a farlo pedinare da una poliziotta sotto copertura, per raccogliere elementi a suo carico. Durante l'ennesimo misfatto, conclusosi in un bagno di sangue, muoiono i due amici di Tony: questi, per sfuggire alla cattura, finisce linciato da un gruppo di dimostranti.
Il film si chiude con una scritta in sovraimpressione che recita: «Quando muore un assassino non è tempo di lacrime».
Dopo l'uscita nelle sale a fine 1976, il film rimase virtualmente introvabile: fino alla ripubblicazione nel 2014 in DVD e Bluray  per l'etichetta Camera Obscura, l'unica copia disponibile per proiezione pubblica era una versione degradata, prodotta e sottotitolata da SK Video per il mercato greco negli anni ottanta.

## Distribuzione
Distribuito nei cinema italiani il 2 agosto 1976.